# Hans Georg Anniès
Hans Georg Anniès (* 25. Mai 1930 in Mehlauken/Ostpreußen; † 7. Juni 2006 in Moritzburg/Sachsen) war ein deutscher Druckgrafiker und Bildhauer. Nachdem ihm in der Deutschen Demokratischen Republik wegen seiner unkonformen Einstellung eine akademische Kunstausbildung verwehrt geblieben war, entwickelte er nach einem vor allem autodidaktischen Studium von 1973 bis 1978 den Holztiefdruck.

## Leben
Hans Georg Anniès wuchs in Ostpreußen auf, wo er neben seiner frühen Liebe zum bildnerischen Arbeiten sehr bald die Betrachtung der Natur als ein wichtiges Moment seiner künstlerischen Berufung entdeckte. Die Erfahrung des Krieges prägte Anniès nachhaltig. 1945 bis 1952 arbeitete er als Landarbeiter, was seine Beziehung zur Natur – den jahreszeitlichen Rhythmen von Werden und Vergehen – weiter intensivierte. 1952 wurde er aus ideologischen Gründen (wegen seiner Nichtzugehörigkeit zur FDJ und seiner Zugehörigkeit zur Kirche) von einem Kunststudium an der Hochschule für Bildende Künste Dresden ausgeschlossen. Seine künstlerische Ausbildung erwarb er in der Folgezeit vor allem durch privates Studium bei Hans Jüchser und Rudolf Nehmer.
Seit 1963 lebte Anniès als freischaffender Künstler und Bildhauer in Moritzburg und war zunächst auch als Gebrauchsgrafiker und Kunsterzieher für die Kirche tätig. 1970 bewirkte ein Atelierbrand eine Lebens- und Schaffenswende. Seine Arbeiten wurden zunehmend „abstrakt“. Von 1979 bis 1990 war er Mitglied des Verbands Bildender Künstler der DDR bei, wurde dort aber wieder ausgegrenzt, ausgelöst durch die Verweigerung einer Unterschrift zum 30. Jahrestages der DDR. Nachdem er nach der politischen Wende in den 90er Jahren seinen materialästhetischen Ansatz weiter entwickelte, wurde sein Werk durch Ausstellungen und Preise teilweise rehabilitiert. Im Jahr 2001 erhielt er das Bundesverdienstkreuz 1. Klasse für sein Lebenswerk.
2006 starb der Künstler nach langer Krankheit.

## Werk
Arbeiten von Hans Georg Anniès befinden sich unter anderem im Bach-Archiv Leipzig, im Museum Majdanek (Polen), in der Städtischen Kunstsammlung Görlitz, der Kunsthalle Rostock, im Kupferstichkabinett der Staatlichen Museen zu Berlin/Preußischer Kulturbesitz, an der Mahn- und Gedenkstätte Buchenwald, im Museum Ludwig Köln, im Kupferstichkabinett des Kunstmuseums Basel, in der Graphischen Sammlung des Kunstmuseums Düsseldorf, im Kunstmuseum Reutlingen, im Carré Estampes Luxembourg, im Kochi Ino-Cho Japan sowie in zahlreichen privaten Sammlungen.

## Ehrung
Die Evangelische Schule für Sozialwesen in Moritzburg wurde nach Hans Georg Anies benannt.

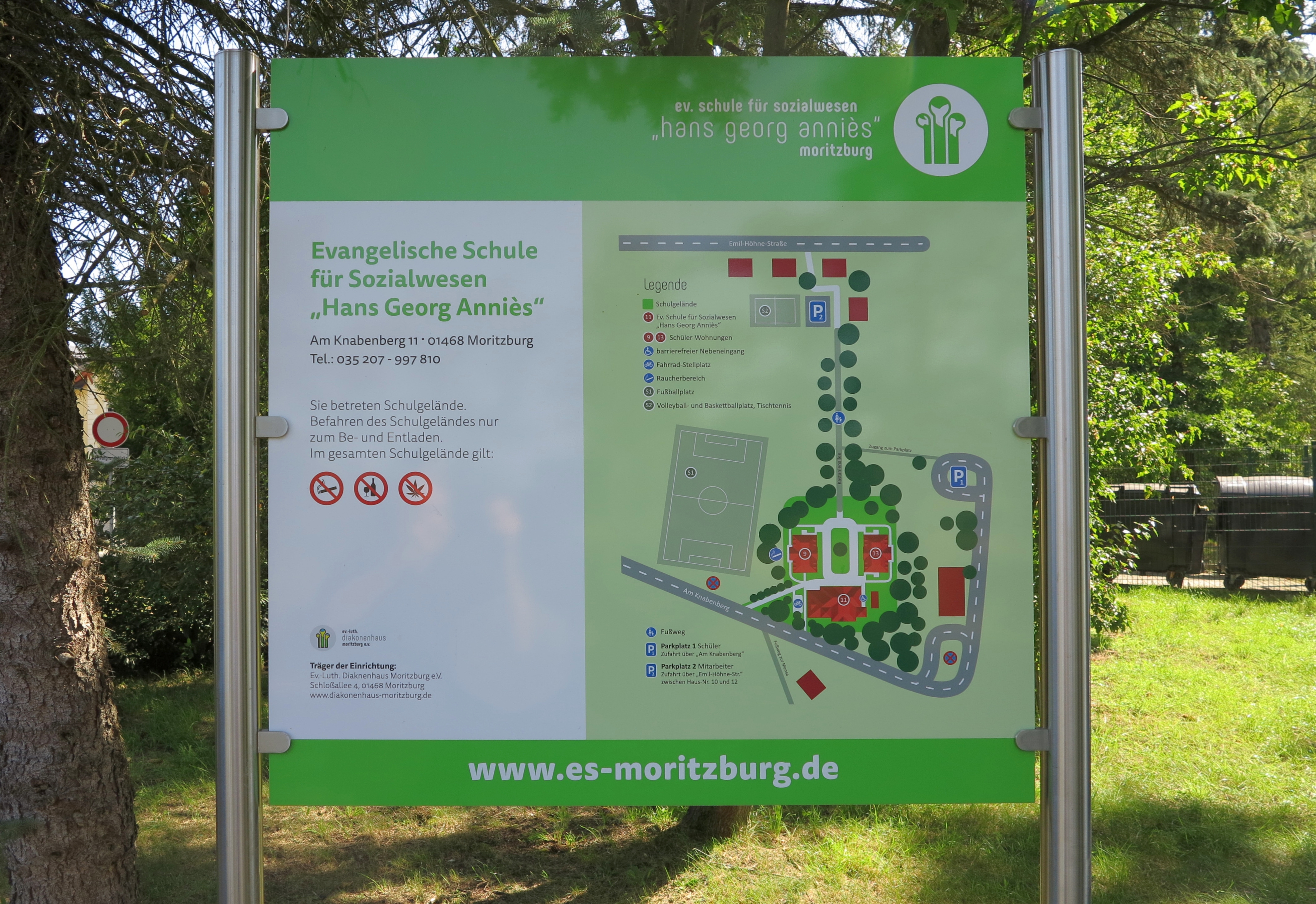
Evangelische Schule für Sozialwesen Hans Georg Anies, Foto August 2025

## Werkbeispiele
- Lebensraum - Zeichen IX (1986/1987, Skulptur, Lindenholz; Skulpturensammlung Dresden, Inv. ZV 4230)[5]
- Lebensraumzeichen (1989/1990, Skulptur, Nussbaum, geschnitzt; Kunstgewerbemuseum Dresden, Inv. 50716)[6]

## Ausstellungen (unvollständig)

### Einzelausstellungen
- 1976 Galerie der Kunst Dresden
- 1978 Akademie der Wissenschaften der DDR Dresden
- 1980 Holzdruckgraphik – Zeichen – Skulptur. Barockmuseum Schloß Moritzburg
- 1980 Kreuzkirche Dresden
- 1982 Galerien des VEB Umweltgestaltung und bildende Kunst, Potsdam
- 1983 Staatlicher Kunsthandel der DDR, Galerie im Stadthaus Jena
- 1986 Galerie im Cranach-Haus Weimar
- 1987 Zeichnung – Druckgraphik – Skulptur, Galerie am Schönhof Görlitz
- 1988 Graphik – Plastik. Wort und Werk, Kunstausstellungen Leipzig
- 1990 Druckgrafik und Holzskulptur, Zentralinstitut für Kernforschung Rossendorf bei Dresden
- 1992 Zeichnungen und Frottagen, Fernmeldeamt Reutlingen
- 1994 Holztiefdrucke, Carré Estampe Luxembourg
- 1995 Holztiefdrucke, Steirische Landesausstellung Holzzeit, Murau (Österreich)
- 1995 Ausstellung im Sächsischen Landtag Dresden
- 2015 Sonderausstellung Haus der Kirche – Dreikönigskirche Dresden[7]

### Ausstellungsbeteiligungen
- 1978 Holzdruckgraphik der DDR, Dresden
- 1979 Bezirkskunstausstellung Dresden
- 1980 Internationale Graphik zum Jahr des Kindes in Majdanek (Polen)
- 1982 Internationale Buchkunst-Ausstellung, Leipzig
- 1989 Mit XYLON X in der Schweiz, in Italien, Frankreich, in der BRD, in Polen, in Schweden und Österreich
- 1991 Landeskunstwochen Baden-Württemberg in Reutlingen
- 1993 Ausstellungen des Künstlerbundes Dresden